# Сталинистка архитектура
Сталинистка архитектура наричана и Сталински барок е направление в съветската архитектура в периода между 1933 г. и 1955 г., приблизително под управлението на Йосиф Сталин (1924 – 1953). Сталинистката архитектура е тясно обвързана със социалистическия реализъм, и се налага най-вече в следвоенния период в СССР.
След съветската победа във Втората световна война, това направление се разпространява в страните от Източния блок, в т.ч. и в България и официално се отхвърля от Никита Хрушчов през 1955 г. по време на десталинизацията.

## Отличителни черти
Налагането на държавна планова икономика довежда до много промени в ориентацията на строителната дейност в СССР. Основните концепции за развитие на новия строй, като рационализация, индустриализация и урбанизация налагат планирането и построяването на цели градове или градски райони със своя специфична архитектура. Голяма част от нуждите са за административни сгради, където да се помещават клоновете на болшевишкия управленчески апарат. Най-общите черти на този тип ново строителство са:
- ансамблово застрояване на улици и площади;
- стилизация в рамките на Паладиевата архитектура, руският класицизъм и ампир, с почти задължително прилагане на колонади;
- барелефи със социалистически мотиви;
- използване на мрамор и бронз в интериора на обществените сгради;
- щукатури, както външни, така и вътрешни.

### Технология на строителство
Повечето сталинистки сгради са тухлени, почти винаги с щукатура, а през 1950-те години се прилага и огнеупорна теракота, макар и рядко в сгради извън Москва.
През 1948 г. с внедряването на нови техники строителството става по-бързо и качествено. Повишава се и сигурността чрез премахване на дървените тавани и прегради. Масовите жилищни блокове в следвоенния период достигат качеството на официалните сталинистки сгради, и представляват преходна стъпка към т. нар. панелки (в СССР – Хрушчовки).

### Мащаб
Сталинистката архитектура не е масова по своята същност, затова и не може да се твърди, че строителството във въпросната епоха е изцяло сталинистко като стил. Този тип сгради изискват много материали, пространство и работници, което ги прави неподходящи за изграждане на масови жилищни комплекси. Една от причините за свиването на това архитектурно направление е задълбочаващият се недостиг на жилища, който налага обръщане към по-прости конструкции за настаняване на увеличаващото се население. Този процес се наблюдава още преди смъртта на Сталин.
Макар самият Йосиф Сталин да го отхвърля, конструктивизмът е преобладаващото архитектурно направление в СССР през 1930-те години и много сгради биват построени по-скоро по неговите принципи. Повечето промишлени сгради, както и първият диаметър на Московското метро, също следват принципи на модернизма, несъгласувани със съветското архитектурно виждане; те също не спадат в категорията за сталинистка архитектура.

## Произход
Преди Октомврийската революция основните стилове, прилагани в Русия, са т.нар. „Руски модерн“ (местна интерпретация на Ар Нуво, по-представена в Москва) и Неокласическо възраждане (по-представено в Петроград). Представители на последното са Алексей Шчусев, Иван Жолтовски, Иван Фомин, Владимир Шчуко и Александър Таманян. По време на Революцията всички тези архитекти са разполагали със свои собствени студия, последователи и проекти. Те представляват неокласическата вълна в сталинизма, и проектират някои от най-значимите сгради от това направление.
Другата група архитекти са появилите се след 1917 г. конструктивисти, някои от тях млади, но вече доказали се професионалисти (Братя Веснини) или завършили образованието си малко преди идването на власт на болшевиките (Константин Мелников). Повечето от тях компенсират липсата на личен опит с връзки с модернистични артисти и публична известност. При прокарването на НЕП, те биват облагодетелствани от връзките и известността си и сформират собствени архитектурни комисии. Въпреки това опитът на конструктивистите не идва веднага, и много от първите им сгради биват критикувани за лошо разпределение, надвишаване на отпуснатите за строежа средства и ниско качество на конструкциите.
До средата на 20-те години архитектите в СССР работят по стария начин – със собствени частни студия, участие в международни конкурси, конкуриране едни с други и писане на материали за архитектурни списания. Чуждите архитекти биват приветствани, особено по време на Голямата депресия, вследствие на която безработицата в по-развитите капиталистически страни оставя мнозина от тях без работа. Някои от тях са Ернст Май, Алберт Кан, Льо Корбюзие, Бруно Таут и Март Стам. Въпреки това ясна граница между по-традиционните архитекти и конструктивистите по това време няма, и често проектите им включват черти от различни стилове.
През 1930 година с помощта на Алберт Кан се създава Госпроектстрой – основният държавен строителен тръст на Съветския съюз, под управлението на Висшия съвет за народно стопанство и начален бюджет от 417 милиона рубли. Неговата цел е да наблюдава дейността на над 3000 проектанти и архитекти в СССР, главно в градовете Днепропетровск, Харков, Киев, Новосибирск, Одеса, Свердловск и Ленинград. Чрез Госпроектстрой се осъществяват архитектурните решения в тези градове, и се налагат възникващите в Москва концепции. Същият орган отговаря и за стандартизацията на жилищните блокове и градоустройството, наложени от бързо увеличаващото се население вследствие на индустриализацията и плановото стопанство.
Към 1931 година всички предпоставки за строителство на сгради с мащабен размах са налице. Конкурсите за Дворец на Съветите оформят сталинизма като самостоятелно архитектурно направление. Проведени между 1931 и 1933, в тях участват всички водещи съветски архитекти, както и няколко международни такива. Самият Сталин също изразява мнения по някои от тях и сам предлага различни промени. През 1933 година е одобрен проектът на Борис Йофан, и така се отбелязва началото на сталинисткото строителство.

## Сталинистката архитектура преди Втората световна война

### Начален период (1933 – 35)
Първите сталинистки сгради са единични, за разлика от по-късните, които са част от цели комплекси в такъв стил.
Такива са:
- Хотел Москва – проект на Алексей Шчусев, чиито отличителни черти (специфични балкони и римски арки) са рядко прилагани в Москва, но често в южни градове (като Баку).